# Gelon (pueblo)
Gelon (en uzbeko: Gelon / Гелон) es un asentamiento de tipo urbano en el distrito de Shakhrisabz de la región de Kashkadarya de la República de Uzbekistán.
El kishlak fue fundado en 1305. Los habitantes del pueblo aún conservan antiguas costumbres y formas de vida. Hasta mediados de 2018, los turistas extranjeros no podían visitar este pueblo debido al régimen fronterizo especial.

## Geografía
Gelon se encuentra en la parte sur de Uzbekistán en la cuenca de Kashkadarya, en la vertiente occidental de las montañas Pamir-Alai.
El territorio está ubicado en la frontera de Uzbekistán y Tayikistán, a 80 kilómetros de Shakhrisabz. El kishlak está rodeado por todos lados por altas montañas que alcanzan una altitud de más de 4000 metros en el este. Este es uno de los pueblos de montaña más altos de Uzbekistán. No es fácil llegar por un difícil pero pintoresco camino de tierra de montaña con numerosas serpentinas.

## Clima
El clima es continental, seco y en algunos lugares subtropical . 

## Población
La población del pueblo es de 5834 personas (2019).
Composición étnica: tayikos - 5831 personas, uzbekos - 3 personas. (al 12 de diciembre de 2019).

## Monumentos
Hay una montaña cerca del pueblo, que lleva el nombre de " Hazrati Sultan ", así como "Hisorak Suv Ombori", que es un lugar popular entre los turistas.